# Polio: An American Story
Polio: An American Story (en français : Polio : une histoire américaine) est un livre de David M. Oshinsky, professeur d'histoire à l'université de New York, qui documente l'épidémie de poliomyélite aux États-Unis qui a sévi durant les années 1940 et 1950, et la course pour trouver un remède, qui a finalement été développé dans les années 1950 par le chercheur en médecine Jonas Salk.
Il a été publié en 2005 par l'Oxford University Press et remporte en 2006 le prix Pulitzer d'histoire et le prix Herbert Hoover de 2005.

## Éditions
- David M. Oshinsky, Polio : An American Story, Oxford University Press, USA, 2005, 342 p. (ISBN 0-19-515294-8, lire en ligne)